# Charles Rigoulot
Charles Jean Rigoulot (3 de novembro de 1903, em Le Vésinet - † 22 de agosto de 1962, em Paris) foi um halterofilista francês.
Ele ganhou medalha de ouro em halterofilismo nos Jogos Olímpicos de 1924. E estabeleceu oito recordes mundiais entre 1924 e 1926 — três no arranque e cinco no arremesso, na categoria até 82,5 kg.